# Mont Errigal
Le mont Errigal ou Errigal ou An Earagail est une colline d'Irlande située au sein du comté de Donegal, dans la province d'Ulster. Culminant à une altitude de 749 mètres, c'est le sommet le plus élevé des montagnes de Derryveagh, dans le Nord-Ouest de l'Irlande. Le mont Errigal est la montagne la plus méridionale, la plus escarpée et la plus élevée des Seven Sisters : An Mhucais, Crocknalaragagh, Aghla Beg, Ardloughnabrackbaddy, Aghla More, Mackoght et Errigal.
Le flanc sud du mont Errigal fait partie du parc national de Glenveagh. Il domine la vallée de Poisoned Glen.

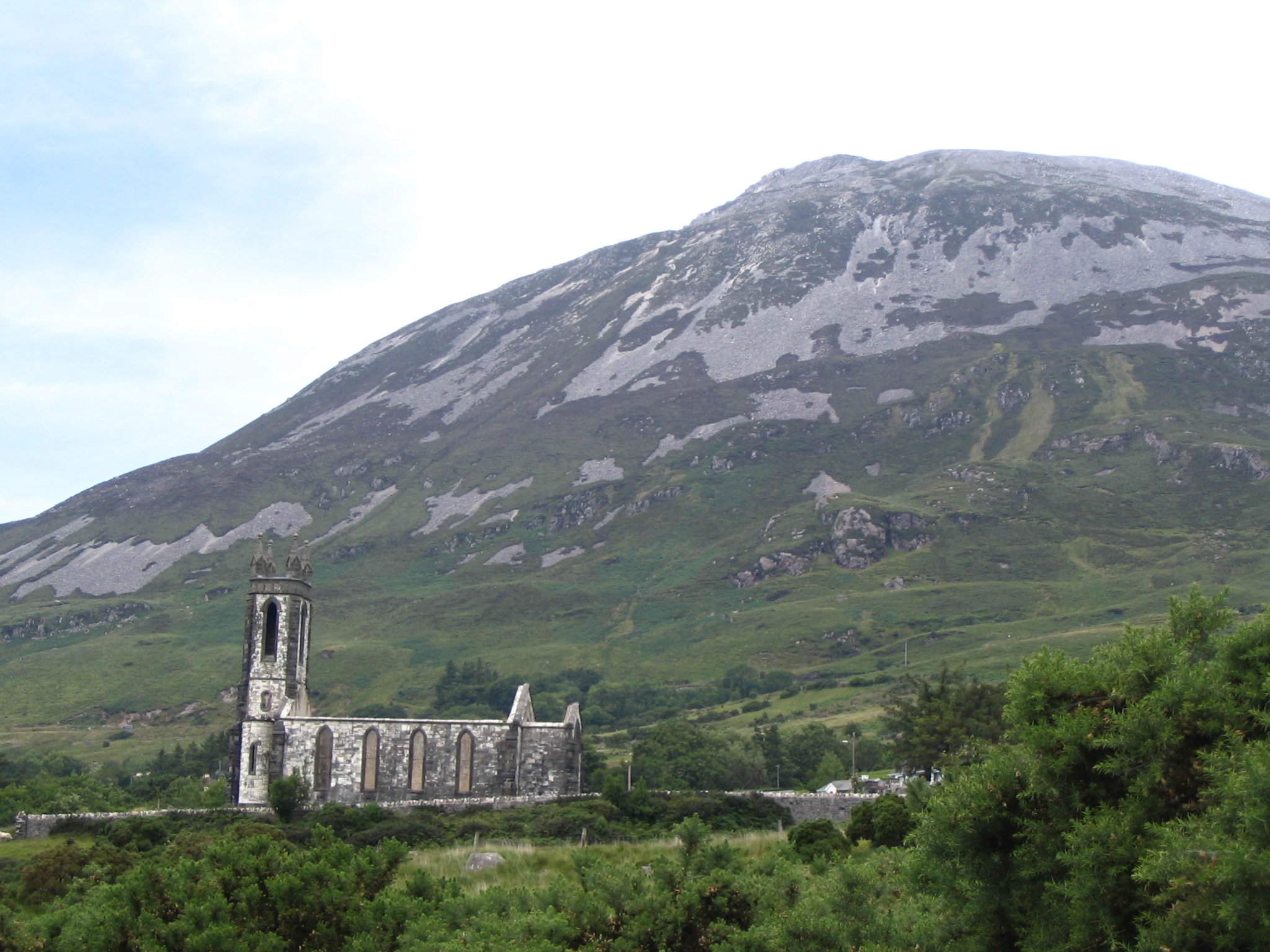
Dún Lúiche (Dunlewey) au pied du mont Errigal